# Colchicum varians
Colchicum varians är en tidlöseväxtart som först beskrevs av Josef Franz Freyn och Joseph Friedrich Nicolaus Bornmüller, och fick sitt nu gällande namn av William Turner Thiselton Dyer. Colchicum varians ingår i släktet tidlösor, och familjen tidlöseväxter. Inga underarter finns listade i Catalogue of Life.